# Дюгей, Кристиан
Кристиан Дюгей (фр. Christian Duguay; род.  30 марта 1956, Утремон, Квебек) — канадский кинорежиссёр, сценарист, телепродюсер, кинооператор и композитор.

## Биография
Руководит собственной компанией CD Films Inc в Монреале, занимающейся производством художественных фильмов и телевизионных сериалов.

## Личная жизнь
Был женат на актрисе Лилиане Коморовской, имеет четверых детей: сыновья Орландо и Себастьян, дочери Наталия и Виктория.

## Фильмография

### Кинофильмы
| Год  | Русское название                            | Оригинальное название                       | Другое название                                                    |
| ---- | ------------------------------------------- | ------------------------------------------- | ------------------------------------------------------------------ |
| 1991 | Сканнеры II: Новый порядок                  | Scanners II: The New Order                  |                                                                    |
| 1992 | Сканнеры III: Овладение                     | Scanners III: The Takeover                  | англ. Scanner Force (Англия)                                       |
| 1992 | Провод под током                            | англ. Live Wire                             |                                                                    |
| 1993 | В дрейфе                                    | англ. Adrift                                |                                                                    |
| 1995 | Крикуны                                     | англ. Screamers                             | фр. Screamers — L'armée souterraine (Канада) - Sukurîmâzu (Япония) |
| 1997 | Двойник                                     | англ. The Assignment                        | фр. Le mandat (Канада)                                             |
| 2000 | Искусство войны                             | англ. The Art of War                        | фр. L'art de la guerre (Канада)                                    |
| 2002 | Экстремалы                                  | англ. Extreme Ops                           | англ. Extremist (Филиппины)                                        |
| 2007 | Лагерь                                      | англ. Boot Camp                             |                                                                    |
| 2015 | Белль и Себастьян: Приключение продолжается | фр. Belle et Sébastien, l'aventure continue |                                                                    |

### Телефильмы
| Год       | Русское название                                      | Английское название                                      | Другое название                                                           | Эпизоды |
| --------- | ----------------------------------------------------- | -------------------------------------------------------- | ------------------------------------------------------------------------- | --- |
| 1983      | Автостопщик                                           | англ. The Hitchhiker                                     | англ. Deadly Nightmares (Англия, видео) - фр. Le voyageur (Франция, 1999) | |
| 1988—1989 | Арбалет                                               | англ. Crossbow                                           | англ. William Tell (Англия) - фр. Guillaume Tell (Франция)                | англ. The Taking of Castle Tanner (1988) - англ. The Shadow (1989) - англ. The Bridge (1989) - англ. The Electors (1989) |
| 1991      | Скрытая Комната                                       | англ. The Hidden Room                                    |                                                                           | англ. To the Orchards |
| 1994      | Затерянные в снегах: История Джима и Дженнифер Столпа | англ. Snowbound: The Jim and Jennifer Stolpa Story       |                                                                           | |
| 1994      | Дневная фотомодель                                    | англ. Model by Day                                       |                                                                           | |
| 1994      | Малышки на миллион долларов                           | англ. Million Dollar Babies                              | фр. Les jumelles Dionne (Канада)                                          | |
| 1997      | Голод                                                 | англ. The Hunger                                         |                                                                           | англ. A Matter of Style - англ. Red Light                                                                                |
| 1999      | Жанна д’Арк                                           | англ. Joan of Arc                                        | фр. Jeanne d'Arc (Канада)                                                 | |
| 2003      | Гитлер: Восхождение дьявола                           | англ. Hitler: The Rise of Evil                           | фр. Hitler: La naissance du mal (Канада)                                  | |
| 2005      | Моя мать мне солгала                                  | англ. Lies My Mother Told Me                             |                                                                           | |
| 2005      | Торговля людьми                                       | англ. Human Trafficking                                  |                                                                           | |
| 2007      | Плантация                                             | англ. Cane                                               |                                                                           | англ. Pilot |
| 2008      | Коко Шанель                                           | англ. Coco Chanel                                        |                                                                           | |
| 2009      | Красивая жизнь                                        | англ. The Beautiful Life: TBL                            |                                                                           | англ. Pilot |
| 2009      | Святой Августин                                       | англ. Restless Heart: The Confessions of Saint Augustine | итал. Sant'Agostino (Италия)                                              | (post-production) |
| 2010      | Папа Пий XII                                          | англ. Pope Pius XII                                      | англ. Under the Roman Sky (международ.)                                   | (post-production) |
| 2013      | Анна Каренина                                         |                                                          | Anna Karenina                                                             | |

## Награды и номинации
- 1996 — Gemini Award, награда «Лучший режиссёр драматической программы или мини-сериала» за фильм «Малышка на миллион»
- 1999 — Emmy Award, номинация «Выдающаяся режиссура сериала» за фильм «Жанна д'Арк»
- 2003 — Emmy Award, номинация «Лучший мини-сериал» для фильма «Гитлер: Восхождение Зла»
- 2006 — Gemini Award, номинация «Лучший режиссёр драматической программы или мини-сериала» за фильм «Моя мать мне солгала»
- 2006 — Gemini Award, награда «Лучший драматический мини-сериал» за фильм «Торговля людьми»
- 2006 — Награда Гильдии режиссёров Канады «Выдающаяся режиссура телефильма/мини-сериала» за фильм «Торговля людьми»
- 2009 — Emmy Award, номинация англ. Outstanding Made for Television Movie за фильм «Коко Шанель»